# Adenopleurellidae
Adenopleurellidae é uma família de crustáceos da ordem Harpacticoida.